# ポウル・シアベク

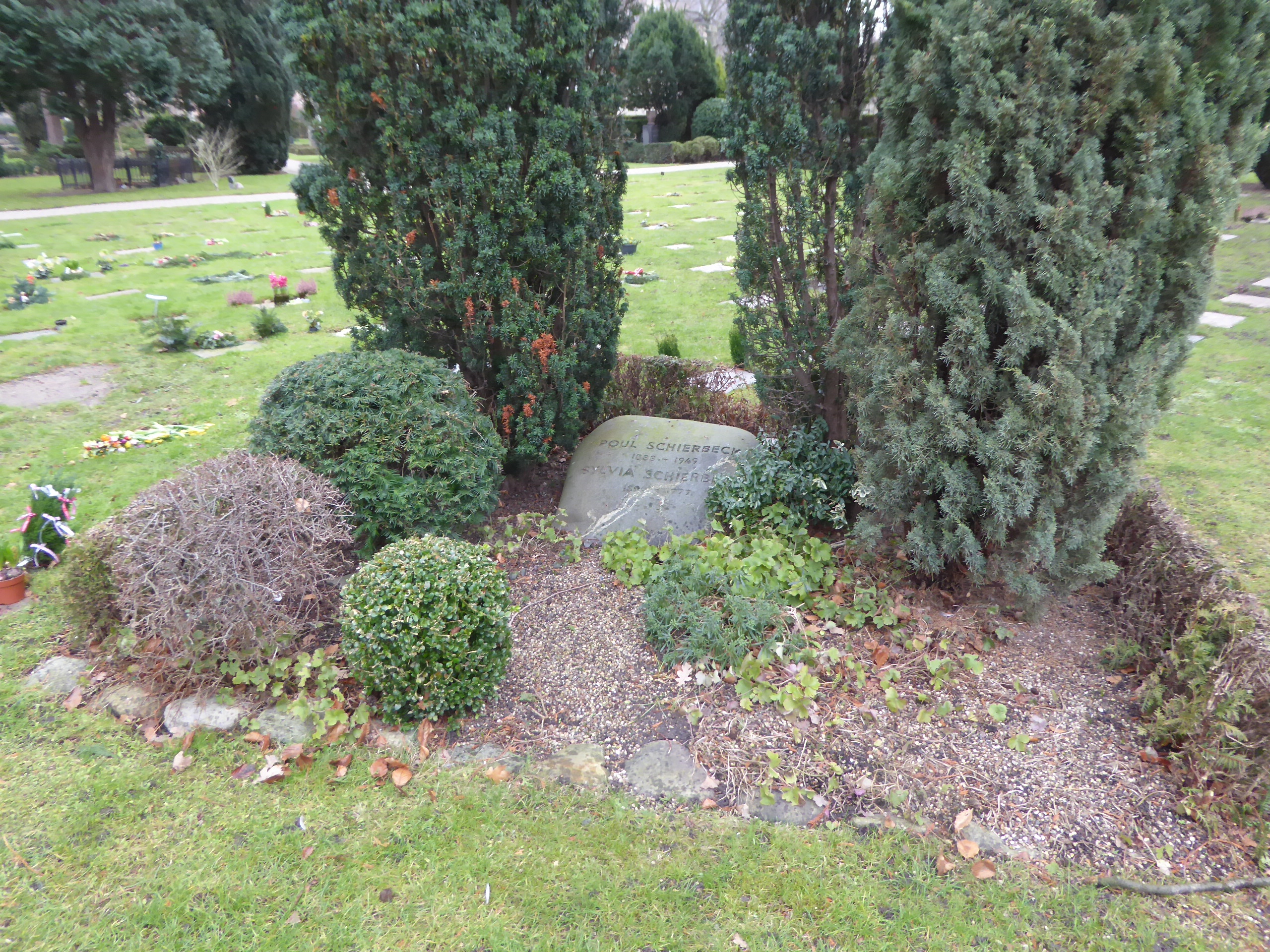
ホルメンス墓地にあるシアベクの墓

ポウル・シアベク（Poul Schierbeck 1888年6月8日 - 1949年2月9日）は、デンマークの作曲家、オルガニスト。カール・ニールセン、トマス・ラウプの下で学んだ。1931年からはデンマーク音楽アカデミーの教壇に立ち作曲と楽器法を教えた。門下からはアクセル・ボーロプ＝ヤアアンスン、ヤアアン・イェアスィル、ライフ・カイサ、スヴェンド・シモン・シュルツ、ライフ・テュボらが輩出している。
シアベクはカール・テオドア・ドライヤーの映画『怒りの日』に劇伴を付けており、ドライヤーはさらに映画『奇跡』でも彼の音楽を使用している。